# DJ Git Hyper
DJ Git Hyper, artiestennaam van Erwin Zimmerman (Rotterdam, 22 november 1971), is een producer en turntablist. In Nederland is hij vooral bekend als dj van de televisieprogramma's Raymann is Laat en The Comedy Factory.

## Carrière

### Jaren 80
Git Hyper begon zijn carrière als dj en producer in 1988 bij groepen als Mega Dope en Def Force. Niet lang daarna kwam hij ook bij de hiphopformatie Supersonic Cru terecht, de groep van MC Def Rhymz die toen nog in het Engels rapte. Nadat Git Hyper het nummer 'Call me Patro' had geproduceerd, een mix van salsa en hiphop, ging het snel met de band. Ze traden overal in het land op, ontvingen diverse prijzen en verzorgden een optreden in het tv-programma Sonja op Zaterdag van Sonja Barend. Bovendien namen ze een track op voor de verzamel-cd Exiles from da Neverlands.

### Jaren 90
De periode bij Supersonic Cru gaf zijn carrière een enorme impuls. Het duurde niet lang voordat hij tracks produceerde voor rappers als Sugacane (Redlight Boogie), The Anonymous Mis (Postmen) en optrad met rapper Kay L.C.
Intussen had Git Hyper twee radioprogramma's bij de Rotterdamse radiozender Radio Razor: Roffadam to the Minute en Grand Groove. Ook produceerde hij in deze periode enkele tracks met Paul Elstak. In 1993 werd hem gevraagd de jazzformatie SFEQ te komen versterken. Deze jazzband maakte de M-Base-muziek, zoals onder anderen Steve Coleman die maakte. Coleman gaf de band in 1994 diverse privéclinics in New York. SFEQ viel regelmatig in de prijzen, zoals tijdens de Leverkusener Jazz Tage (European Jazz Competition). Hij toerde met deze band door Europa en nam vijf albums met hen op. In de tussentijd werkte Git Hyper aan zijn solocarrière met in 1997 zijn debuutalbum Zimmerman en een jaar later Zimmerman 2, de allereerste uitgaven bij het Amsterdamse Dox Records.
Een andere groep waar Git Hyper deel van uitmaakte is Zuco 103. Hier was hij vanaf het eerste album (Outro Lado) bij betrokken. Na een kleine wereldtournee stapte Git Hyper in 1999 uit de band om zich te wijden aan zijn platenwinkel Demonfuzz Records, die hij samen met boezemvriend Michael Engelaan tot op de dag van vandaag exploiteert. In 1999 werd hij de vaste dj van het NPO-tv-programma The Comedy Factory, gepresenteerd door Jörgen Raymann.
Bij het Metropole Orkest trad Git Hyper in 1999 op als eerste dj en met hen voerde hij een aantal, door hem gecomponeerde, stukken uit. Andere bandjes en artiesten waar Git Hyper in de jaren 90 mee werkte zijn: de Heideroosjes, TDLC, Medicamento, Hans Dulfer, Candy Dulfer, Jon Rose, Yoshihide Otomo, Paul de Leeuw en Slagwerkgroep Den Haag. Hij toerde regelmatig met de New Cool Collective en stond tussen 1998 en 2018 zo'n negen keer op het North Sea Jazz Festival. In 1995 begon Git Hyper ook workshops en clinics te geven op diverse scholen en instellingen.

### Jaren 00
In 2002 ging Git Hyper een samenwerkingsverband aan met dirigent Valeri Gergiev en het Young Rotterdam Philharmonic voor diens werk Skrjabins Ecstasy, uitgevoerd in het Rotterdamse Now&Wow van Ted Langenbach. In datzelfde jaar werkte hij mee aan een Elvis Presley-tribute in Nighttown, Rotterdam. In 2004 werd hij betrokken bij opnames van de Rotterdamse band Ocobar, waarmee hij op vijf cd's te horen is. In 2005 werkte hij mee aan het Deformer-album Revolution Theory van de Rotterdammer Mike Redman. In datzelfde jaar werd hij vaste dj-referee van de Redbull Soundclash, een evenement dat in Nederland bijna tien jaar lang een groot succes was, met vele edities in Paradiso, 013 en de Heineken Music Hall. In 2005 ging hij een samenwerking aan met het Residentie Orkest, dat samen met hem de Amerikaanse platenserie 'Ultimate Breaks & Beats' live uitvoerde. Begin 2006 was hij de dj van Wilfried de Jongs dagelijkse IFFR Late Night Talkshows in de Rotterdamse Schouwburg.
Vanaf 2007 werd hij vaste dj bij DuvelDuvel en werkte hij mee aan diverse albums van de band. In deze jaren was hij tevens vaste dj bij het tv-programma Raymann is Laat en maakte hij onderdeel uit van het Loosefit Soundsystem, die hun thuisbasis hebben in Rotown. In 2008 verzorgde hij de soundtrack van Jeffrey Spalburgs theatershow Brommers Kiek'n, remixte hij de Bollywoodtrack 'Da Kya Jane' voor het verzamelalbum Bombay Connection (reworked & remixed) en werkte hij mee aan het verzamelaaralbum Dutch Rare Groove.
In 2009 schreef Git Hyper mee aan enkele nummers van het album Blue Sky Blond van Benjamin Herman. Paul Weller raakte geïnspireerd en jamde mee op Gits 'Black Mote'.

### Jaren 10
Git Hyper toerde in dit decennium vaak met DuvelDuvel, trad regelmatig op met Eric Vloeimans en deelde het podium met Zap 4 (Zap String Quartet). Questlove, Tijl Beckand, DJ Kypski en het Jazz Orchestra of the Concertgebouw. Met de Rotterdammer Wilfried de Jong werkte hij ook regelmatig samen. In 2010 verscheen de cd Man en Fiets, waar Git Hyper aan meewerkte.
In 2011 componeerde hij muziek voor het schilderij De Schiettent van Pyke Koch in Museum Boijmans Van Beuningen, dit als item voor het tv-programma Art Rocks. In datzelfde jaar werkte hij mee aan het album Electric Hustle van Kraak & Smaak en werd hij onderdeel van de band van Caro Emerald, met wie hij vier jaar lang de wereld over toerde. Ook werkte hij mee aan haar tweede album The Shocking Miss Emerald. In 2012 kwam er een vervolgeditie op het 'Art Rocks'-concept in Museum Boijmans Van Beuningen onder de naam 'Art Blanche'.
Vanaf 2015 werd hij tevens huis-dj van de Kunsthal Rotterdam en verzorgde hij de muziek bij exposities van onder anderen Keith Haring en Peter Lindbergh. Sedert 2018 is Git Hyper betrokken als dj bij de jaarlijkse Rotterdam Music Awards van de Popunie en is hij regelmatig te horen bij (openings)feesten van het International Film Festival Rotterdam. Tevens opende hij samen met collega Michael het online-radiostation Operator Radio, waar ze hun maandelijkse programma Grand Groove herintroduceerden.
In 2019 verscheen de documentaire Vinyljunkies van Elsbeth van Noppen, waarin zijn winkel Demonfuzz Records en zijn klanten worden geportretteerd. In datzelfde jaar leverde hij met Demonfuzz Records diverse bijdragen aan de expositie Party People van Museum Rotterdam.

### Jaren 20
Onverminderd bleef hij in deze jaren de vaste dj van de Kunsthal en de Popunie Awards en bleef hij met Demonfuzz Records het programma Grand Groove op Operator Radio produceren. Zijn platenzaak beschikte in 2025 over een voorraad van meer dan 125.000 geluidsdragers die op het platform Discogs wereldwijd worden aangeboden en verhandeld. Met Demonfuzz Records organiseerde hij speciale platenhoezenexposities voor onder andere de Kunsthal (Black Album/White Cube) en Museum Catharijneconvent (Black Gospel). In 2022 werkte hij mee aan het album Around the World van rapper Risskant met Young Zee. Ook verscheen in 2022 het nummer 'Git Hyper' van rapper Far I, een ode aan de desbetreffende dj.
Git Hyper organiseerde begin 2020 het project 'Zimmerwax'. Op het voormalige passagiersschip SS Rotterdam verbond hij de klanken van vinyl met livemuziek om zo het publiek opnieuw te laten genieten van de artiesten die ooit in die ruimte optraden. Met onder anderen vaste gastmuzikanten als Benjamin Herman en Anna Seriese voerde hij de vervolgdelen 'Zimmerwax 2' (2022) en 'Zimmerwax 3' (2023) uit. Op datzelfde schip draaide hij tevens jaarlijks op de 'Nacht van de Kaap'.
In 2023 gaf Git Hyper een clinic/workshop aan het Koninklijk Conservatorium in Den Haag, was hij gastspreker bij 'House of Knowledge' en draaide hij op evenementen van Skateland. Tevens zorgde hij voor de muzikale omlijsting van de IFFR Tiger Awards in 2023, 2024 en 2025.
2024 is ook het jaar dat hij de gehele muzikale omlijsting verzorgt voor het afscheid van de Rotterdamse burgermeester Aboutaleb, samen met Wilfried de Jong.
In 2025 verschijnt het album “De Rode Draad” met collega Duvel, gevolgd door diverse gigs van dit duo.

## Discografie
- Zimmerman (1997)
- Zimmerman Two (1998)
- DJ Git Hyper Presents Music from "Raymann is Laat!" (2008)[8]